# 戈夫岛雀
戈夫岛雀（学名：Rowettia goughensis），是大西洋特里斯坦-达库尼亚中戈夫岛特有的一种雀。

## 词源
戈夫岛雀的属名Rowettia是为纪念英国商人约翰·奎勒·罗威特，其赞助了欧内斯特·沙克尔顿的沙克尔顿-罗威特探险。

## 分类

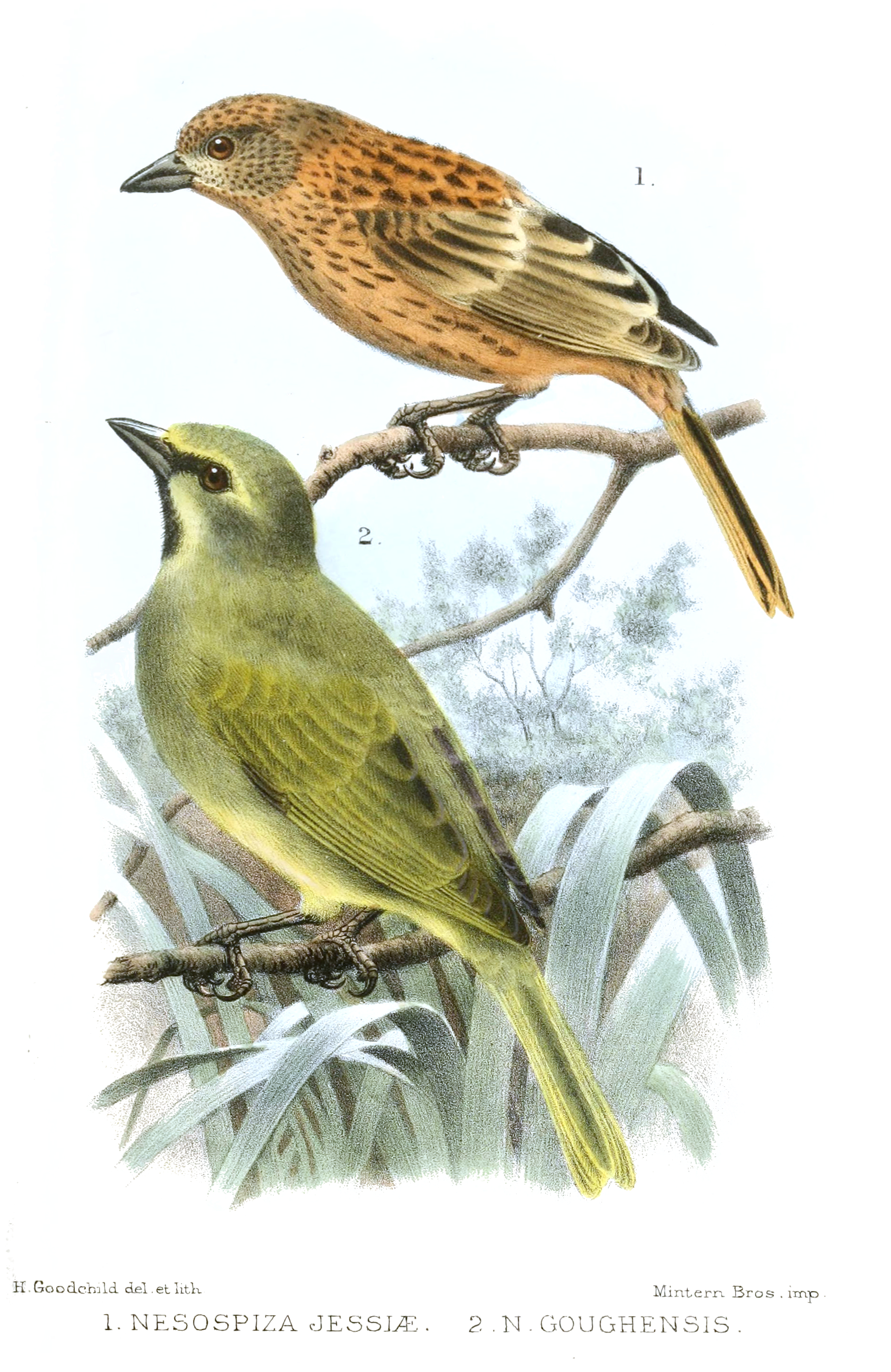
戈夫岛雀成鸟（下）及其曾被视作Nesospiza jessiae的雏鸟（上）

戈夫岛雀于1904年由英国鸟类学家威廉·伊戈·克拉克根据采集于戈夫岛的标本描述并命名为Nesospiza goughensis与Nesospiza jessiae。1923年，英国鸟类学家珀西·洛将两者并为同一种并放入单型的Rowettia属中。
戈夫岛雀曾被分类至鹀科，但分子系统发生学研究显示其应属于裸鼻雀科中的刺花鸟亚科（Diglossinae），并与黑喉雀属构成姐妹群。

## 描述
戈夫岛雀是一种大型雀类，体态矮壮，长18厘米；鸟喙黑色，厚而尖。雄鸟全身呈暗橄榄绿色，额头与眉部羽毛微黄；下半身呈略浅的橄榄色，带有显眼的黑色围嘴状斑纹。雌鸟与雏鸟呈淡橄榄黄色，周身布满深褐色条纹。

## 分布及栖息地
戈夫岛雀仅分布于特里斯坦-达库尼亚群岛的戈夫岛。该物种在高至海拔800米的丛状草原、石楠荒原及山地草原最为常见，在蕨类灌丛与酸沼的分布密度则较低。

## 习性
戈夫岛雀主要以无脊椎动物为食，但也吃果实、草籽、破碎的蛋及鸟类尸体。其繁殖期位于9-12月，雌鸟会在地面与植被带下筑巢，但更多是在陡坡与悬崖之上，巢呈敞开的杯状，借由悬垂的植物或岩石掩护。每次一般产下2枚卵，两性都会参与到雏鸟的养育中。

## 保护现状
引入的小家鼠对其的竞争与捕食是戈夫岛雀所面临的的主要威胁。在其他亚南极岛屿上，鼠类的入侵极大地造成了本土无脊椎动物数量的改变，而戈夫岛雀的数量亦远不及临近无鼠岛屿的岛雀属物种数量丰富。1991年至2007年间，戈夫岛雀的雏鸟比率自种群总数的50%下降至20%，表明该物种的募集率已低至难以维持其种群。以往国际自然保护联盟将戈夫岛雀列为易危物种，自2008年起，它们因小家鼠入侵而导致的种群崩溃被列为极危物种。